# Голландський Цейлон
Голландський Цейлон (нід. Zeylan, синг. ලන්දේසි ලංකාව Landesi Lankava; там. ஒல்லாந்த இலங்கை) — період історії Шрі-Ланки, що характеризується пануванням Нідерландів над значною частиною території острова. Його початком вважають взяття Коломбо в 1656, а закінченням — окупацію нідерландських володінь британськими та кандійськими військами під час воєн Французької революції.

## Нідерландське завоювання португальських володінь
У 1602 в Батавії (на острові Ява) утворена Голландська Ост-Індійська компанія. Португалія, яка перебувала в цей час під владою іспанської корони, брала участь у боротьбі проти повсталих нідерландських провінцій, тому Голландська Ост-Індійська компанія стала поширювати свій вплив на колишні португальські колонії та залежні території в Південно-Східній Азії й Африці.
У пошуках союзників для боротьби з Португалією Голландія підтримала оборонні зусилля Кандійської держави. Переговори між двома країнами завершилися договором про спільні бойові дії проти португальської армії на Шрі-Ланці; за це Голландія отримала монопольне право закупівлі кандійської кориці. Дізнавшись про кандійсько-голландські переговори, португальці почали бойові дії проти союзних військ. До 1639 року голландські й кандійські війська відвоювали у португальців Тринкомалі і Баттікалоа; Голландська Ост-Індійська компанія домоглася від Канді права на розміщення в них голландських гарнізонів і фактично перетворила ці порти в опорні бази своїх збройних сил на острові. У 1640 році кандійсько-голландські сили взяли штурмом Негомбо і Ґалле на південно-західному узбережжі острова, де голландцям також вдалося затвердити свою військову присутність.
Португальська війна за незалежність і укладення миру між Нідерландами та Португалією в Європі змусило нідерландців порушити умови договору з кандійською стороною і призупинити подальший наступ на португальські володіння на Шрі-Ланці.
У 1644 укладений договір про перемир'я, за умовами якого португальська і голландська сторона зобов'язалися не відновлювати військових дій на острові й поділити захоплену південно-західну частину Шрі-Ланки між собою. У 1645 році договір про перемир'я був доповнений підписанням у Ґалле угоди, що передбачала надання взаємної військової допомоги у разі нападу з боку Канді.
У 1652 мир між Нідерландами та Португалією в Європі був порушений, що послужило сигналом для відновлення військових дій на Шрі-Ланці. Голландцям вдалося знову налагодити відносини з Раджасінґгою II й з його допомогою повести рішучий наступ на позиції португальців. У 1656, після 7-місячної облоги, розпочатої спільно кандійськими та нідерландськими військами, здався Коломбо. Потім голландські війська взяли Джафну, а потім захопили всі опорні пункти португальців в Індії. У 1658 році впав останній португальський форт в цій частині світу — Негапатам.

## Нідерландське управління підконтрольними територіями
Підвладні голландцям території були розділені на три військово-адміністративні області з центрами в Коломбо, Ґалле та Джафні, на чолі яких стояли чиновники голландської колоніальної адміністрації в чині капітанів. Вони підпорядковувалися губернатору, який, своєю чергою, був відповідальний перед Радою директорів Голландської Ост-Індійської компанії в Батавії. Ключові посади в центральному апараті влади закріплювалися за голландськими колоніальними чиновниками, провінційне управління було практично повністю збережене за сингальською і тамільською елітами.
З початку XVIII століття в середній ланці колоніальної адміністрації міцне місце зайняли так звані бюргери — нащадки від змішаних шлюбів голландців з представниками місцевого населення, — які стали опорою голландської влади. Подібні шлюби заохочувалися Ост-Індійською компанією, оскільки політика залучення на острів колоністів з метрополії не дала бажаних результатів.
З метою розширення соціальної опори колоніального режиму голландська адміністрація здійснювала активну кампанію з поширення християнства. Результатом цієї діяльності було створення на Шрі-Ланці значної за кількістю і впливом протестантської громади, яку склали бюргери, сингали і таміли, що перебували на службі в колоніальному апараті й сповідували раніше буддизм чи індуїзм, а також більшість неофітів-католиків, що з'явилися на острові в період португальського панування і перейшли при голландцях у протестантство.
Голландська Ост-Індійська компанія успадкувала від португальців всі найважливіші торгові монополії — на корицю, перець, кардамон, плоди арекової пальми. У країні був встановлений режим суворого контролю над торговими операціями місцевих купців, зобов'язаних продавати свої товари на склади компанії, яка по суті монополізувала закупівлі експортної продукції. Основною культурою, вирощуваною на острові, продовжував залишатися рис, але голландська влада прагнула до розвитку експортної торгівлі й з початку XVIII століття стала робити спроби впровадження в сільське господарство країни нових, «комерційних» культур. Найбільший успіх мали досліди з розведення кавового дерева.
Голландська адміністрація, зацікавлена в переважному виробництві продукції, що йшла на експорт, була байдужа до умов самого виробництва. Перетворення Шрі-Ланки у важливе джерело фінансових надходжень в скарбницю Голландської Ост-Індійської компанії здійснювалося не шляхом зміни організаційних форм господарювання, а на основі військово-адміністративних заходів, які передбачали посилення експлуатації позаекономічними методами.

## Взаємовідносини голландців із державою Канді
Основна частина дикорослих коричних дерев була зосереджена в центральних областях острова, і Голландська Ост-Індійська компанія прагнула домогтися від кандійських правителів права на безперешкодний збір з них кори. XVII — середина XVIII століття буяли військовими зіткненнями між кандійськими військами й голландською найманою армією, і відносини між голландськими губернаторами й кандійськими правителями були вкрай напруженими. У 1766 році, після чергової спроби голландців підпорядкувати Канді, між двома сторонами був укладений договір, згідно з яким ряд прикордонних областей Кандійської держави переходили у володіння Голландської Ост-Індійської компанії, що одержувала також довгоочікуване право на збір кориці у внутрішніх районах. Договір передбачав встановлення голландського сюзеренітету над Кандійською державою.

## Британське завоювання нідерландських володінь
У 1795 Республіка Об'єднаних провінцій завойована Францією. Новостворена Батавська республіка виступила на боці Франції в її війнах з Великою Британією. На Шрі-Ланці це призвело до того, що британці, які уклали військовий союз з Кандійською державою, до 1796 завоювали всі нідерландські володіння.